# FK Baškimi Kumanovo
FK Baškimi Kumanovo (Macedonisch: ФК Башкими Куманово) was een Macedonische voetbalclub uit de stad Kumanovo.
Eind jaren negentig promoveerde de club naar de Macedonische 2de klasse en werd daar 3de in 2000. De titel werd in 2003 behaald. Sindsdien speelt de club in de hoogste klasse. In 2005 en 2006 eindigde de club 6de, in 2005 werd ook de beker binnen gehaald. Voor de start van seizoen 2008/09 gaf de club verstek en werd ontbonden.

## Erelijst
- Beker van Macedonië

Winnaar: 2005

## FK Baškimi in Europa
#Q = #kwalificatieronde,T/U = Thuis/Uit, W = Wedstrijd, PUC = punten UEFA coëfficiënten .
Uitslagen vanuit gezichtspunt FK Baškimi Kumanovo
| Seizoen | Competitie | Ronde | Land                           | Club                 | Totaalscore | 1e W     | 2e W    | PUC |
| ------- | ---------- | ----- | ------------------------------ | -------------------- | ----------- | -------- | ------- | --- |
| 2005/06 | UEFA Cup   | 1Q    | Vlag van Bosnië en Herzegovina | NK Žepče Limorad     | 4-1         | 3-0, (T) | 1-1 (U) | 1.5 |
|         |            | 2Q    | Vlag van Israël                | Maccabi Petach-Tikwa | 0-11        | 0-5 (T)  | 0-6 (U) | 1.5 |

Totaal aantal punten voor UEFA coëfficiënten: 1.5